# Pętla D
Pętla D (ang. D-loop lub Displacement loop) – struktura, powstała na skutek odsunięcia jednej z nici dwuniciowego DNA podczas rekombinacji genetycznej.
W organizacji mitochondrialnego DNA pętla D jest obszarem, w którym zachodzi inicjacja transkrypcji. Obszar ten ma w sobie dwa mniejsze obszary, tzw. obszary hiperzmienne, które są odmienne u różnych osób. Nici DNA nazywane są H (ang. heavy – ciężka) oraz L (ang. light – lekka). Na nici H zapisana jest informacja o sekwencji 12 białek i 14 tRNA, na nici L – o sekwencji 1 białka i 8 tRNA.
Obszar ten ma wielkość 1274pz położony jest między genami tRNA proliny a tRNA fenyloalaniny. Mimo ważnych funkcji wydaje się on być najszybciej ewoluującą częścią mtDNA.